# Журавлёв, Иван Никифорович
Ива́н Ники́форович Журавлёв (28 октября 1927, Константиновка, Арбузинский район, Николаевская область, Украинская ССР, СССР) — советский и российский административный деятель, деятель промышленности. Помощник Председателя Верховного Совета Марийской ССР (1992—1994). Директор завода «Электроавтоматика» г. Йошкар-Олы Марийской АССР (1973—1988). Заслуженный машиностроитель Марийской АССР (1987). Кавалер ордена Ленина (1981). Член КПСС с 1979 года.

## Биография
Родился 28 октября 1927 года в с. Константиновка ныне Арбузинского района Николаевской области Украины в семье бухгалтера. С 14 лет — ученик слесаря-инструментальщика в ремонтной мастерской, кочегар в котельной, молотобоец.
С 1945 года — токарь, мастер, начальник цеха на Нальчикском машиностроительном заводе. В 1959 году окончил Нальчикский технологический техникум, в 1970 году — Кабардино-Балкарский государственный университет (заочно). До 1973 года работал заместителем директора по производству и экономике приборостроительного завода «Севказэлектроприбор».
В 1973 году приехал в Йошкар-Олу Марийской АССР, до 1988 года — директор завода «Электроавтоматика». В 1987 году присвоено почётное звание «Заслуженный машиностроитель Марийской АССР». Награждён орденами Ленина, Октябрьской Революции, Трудового Красного Знамени, медалями и дважды — Почётной грамотой Президиума Верховного Совета Марийской АССР. В 1977 году в Йошкар-Оле издана его книга «Внедрение КСУКП (комплексная система управления качеством продукции) на заводе "Электроавтоматика"».
В 1979 году вступил в КПСС. В 1988—1992 годах был заместителем заведующего отделом Йошкар-Олинского горисполкома. В 1992—1994 годах — помощник председателя Верховного Совета Марийской ССР. В 1994—1999 годах — заместитель министра, в 1999—2001 годах — министр промышленности, транспорта и связи Республики Марий Эл.
В 1980—1990 годах избирался депутатом Верховного Совета Марийской АССР X и XI созыва.
В настоящее время, преодолев 95-летний рубеж, проживает в Йошкар-Оле.

## Трудовые награды
- Заслуженный машиностроитель Марийской АССР (1987)[1][2][3]
- Орден Ленина (1981)[1][2][3]
- Орден Октябрьской Революции (1986)[1][2][3]
- Орден Трудового Красного Знамени (1976)[1][2][3]
- Медаль «В ознаменование 100-летия со дня рождения Владимира Ильича Ленина»[3]
- Медаль «Ветеран труда»[3]
- Почётная грамота Президиума Верховного Совета Марийской АССР (1977, 1984)[1][2]